# 国民保養温泉地
国民保養温泉地（こくみんほようおんせんち）とは、温泉の利用促進を狙い、温泉法（昭和23年法律第125号）第29条に基づいて環境大臣が指定した温泉地のこと。

## 概要
国民保養温泉地に指定された温泉地は、
温泉利用の効果が充分期待され、かつ健全な温泉地としての条件を備えている
という条件を満たしている必要性がある。
指定される条件は、大きく分けて源泉に関する水や含有成分などについての条件、温泉地の環境に関する安全性に関わる条件に分かれる。
- 源泉に関する条件
  - 効能の高さ
  - 湧出量、湧出温度
- 温泉地に関する条件
  - 健全性
  - 周辺の景観、保養地としての環境
  - 温泉を利用した医療設備、スタッフの充実
  - 交通の便
  - 災害に対する安全性

- 2012年に国民保養温泉地の指定基準が改訂され、単に温泉そのものの評価だけでなく、自然環境、まちなみ、歴史、風土、文化など将来的な地域づくりにつながる観点からも保養地として適正かどうかが求められるようになった[1]。

1954年に、酸ヶ湯温泉、日光湯元温泉、四万温泉が指定されてから、2017年（平成29年）５月15日現在で97箇所、2019年（令和元年）10月現在で80箇所が指定されている。
歴史ある温泉地もあれば、碁点温泉、六日町温泉、吉井温泉、筑後川温泉など開湯から数年後に条件を満たして指定されている例もあるなど、多彩な温泉地が指定されている。一方で、温泉地を中心とした観光開発を進めるため、国民保養温泉地の指定を返上する場合もある（例・鳥取県：三朝温泉）。また、市町村合併等を経て国民保養温泉地の拡充を行う例もある（例・大分県：湯布院温泉郷）。
国民保養温泉地の指定は、当初は厚生省が担当していたが、1971年に環境庁が誕生してからは同庁が担当するようになった。そして、2001年に環境庁が環境省に組織変更が行われてからは環境省が指定を行っている。
新規の温泉地指定については、2015年に大分県の竹田温泉群と神奈川県の芦之湯温泉が、2019年に山形県のあつみ温泉が新規指定された。

### 国民保健温泉地
高齢化社会や生活の都市化の進展などにより、温泉の有する保健的効能を積極的に活用するニーズが高まっていった。それを受け、国民保養温泉地に指定された温泉地のうち、特に温泉の保健的利用を促進することが可能な温泉地を、国民保健温泉地として追加指定するようになった。指定は1981年（昭和56年度）から1995年（平成７年度）まで。

### ふれあい・やすらぎ温泉地
生活の都市化の進展などにより、自然とのふれあい、安らぎを求める声が高まった。それを受け、国民保養温泉地に指定された温泉地のうち、特に自然とのふれあいや自然の中で安らぐ事に適した温泉地を、ふれあい・やすらぎ温泉地として追加指定するようになった。指定は1993年（平成5年度）から2004年（平成16年度）まで。

## 国民保養温泉地一覧
下記一覧には過去に指定されていた温泉地を含む。

### 北海道地域
- カルルス温泉[5]
- 北湯沢温泉
- ニセコ温泉郷[5]
  - ふれあい・やすらぎ温泉地
- 恵山温泉郷（恵山温泉、水無海浜温泉）
- 十勝岳温泉郷[5]
- 然別峡温泉
- 芦別温泉[5]
- 雌阿寒温泉[5]
  - 国民保健温泉地
- 湯ノ岱温泉
- 盃温泉
- 貝取澗温泉
- 幕別温泉
- ながぬま温泉[5]
- 豊富温泉[5]
  - ふれあい・やすらぎ温泉地
- 洞爺・陽だまり温泉

### 東北地域

#### 青森県
- 酸ヶ湯温泉[5]
- 薬研温泉

#### 岩手県
- 須川・真湯温泉
  - 国民保健温泉地
- 八幡平温泉郷[注釈 1]（藤七温泉）[5]
  - ふれあい・やすらぎ温泉地
- 夏油温泉
- 金田一温泉
  - ふれあい・やすらぎ温泉地

#### 宮城県
- 鳴子温泉郷（鳴子、東鳴子、鬼首、中山平、川渡）[5]

#### 秋田県
- 八幡平温泉郷[注釈 1]（玉川、後生掛、ふけの湯、大沼、大深）[5]
  - ふれあい・やすらぎ温泉地
- 田沢湖高原温泉郷（乳頭温泉郷、田沢湖高原温泉）[5]
- 秋ノ宮温泉
- 大館ぐるみ温泉郷（大滝、雪沢、矢立、田代、大葛、大館市街地）[5][7][8][9] - 2017年指定[2]

#### 山形県
- 蔵王温泉[5]
- 銀山温泉[5]
- 碁点温泉[5]
  - 国民保健温泉地
- 肘折温泉郷[5]
  - 国民保健温泉地
- 湯田川温泉[5]
- 湯野浜温泉[5] - 2018年指定[10]
- あつみ温泉[5]

#### 福島県
- 岳温泉[5]
- 新甲子温泉[5]
- 土湯・高湯温泉郷[5]
  - 国民保健温泉地
- 二岐・岩瀬湯本・天栄温泉[5]

### 関東地域

#### 栃木県
- 奥日光湯元温泉[5]
- 板室温泉[5]
  - ふれあい・やすらぎ温泉地

#### 群馬県
- 四万温泉[5]
  - 国民保健温泉地、ふれあい・やすらぎ温泉地
- 鹿沢温泉[5]
- 片品温泉郷
- 上牧・奈女沢温泉
- 湯宿・川古・法師温泉
  - 国民保健温泉地
- みなかみ町国民保養温泉地（上牧、奈女沢、湯宿、川古、猿ヶ京、法師温泉）[5] - 2018年指定[10]

#### 神奈川県
- 芦之湯温泉[5]

### 中部地域

#### 新潟県
- 岩室温泉[5]
- 弥彦・岩室温泉
- 六日町温泉[5]
- 関・燕温泉
- 栃尾又・駒の湯温泉
  - 国民保健温泉地
- 五頭温泉郷（出湯、今板、村杉）[5]

#### 石川県
- 白山温泉郷（手取、新岩間、一里野、中宮）[5]
  - ふれあい・やすらぎ温泉地

#### 山梨県
- 下部温泉[5]
  - 国民保健温泉地
- 増富温泉[5]

#### 長野県
- 丸子温泉郷（鹿教湯、大塩、霊泉寺）[5]
  - 国民保健温泉地
- 田沢・沓掛温泉[5]
- 小谷温泉[5]
- 白骨温泉[5]
- 有明・穂高温泉[5]
- 美ケ原温泉[5]
  - 国民保健温泉地
- 沓野温泉

#### 岐阜県
- 平湯温泉
- 奥飛騨温泉郷（平湯、福地、新平湯、栃尾、新穂高）[5]
- 白川郷平瀬温泉[5]
  - 国民保健温泉地
- 小坂温泉郷（濁河、湯屋、下島）[5]
  - ふれあい・やすらぎ温泉地

#### 静岡県
- 畑毛・奈古谷温泉[5]
- 梅ヶ島温泉郷（梅ヶ島、新田、コンヤ）[5][7][8] - 2017年指定[2]

#### 三重県
- 湯ノ口温泉
  - ふれあい・やすらぎ温泉地

### 関西地域

#### 京都府
- 久美の浜温泉郷[5]
- るり渓高原温泉[5]

#### 兵庫県
- 浜坂温泉郷（浜坂、七釜、二日市）[5]

#### 奈良県
- 十津川温泉郷（湯泉地、十津川、上湯）[5]
  - 国民保健温泉地

#### 和歌山県
- 熊野本宮温泉郷（湯の峰、川湯、渡瀬）[5]
  - 国民保健温泉地
- 龍神温泉郷（龍神、小又川）[5]

### 中国地域

#### 鳥取県
- 鹿野・吉岡温泉[5]
- 関金温泉[5]
- 岩井温泉[5]

#### 島根県
- 三瓶温泉[5]
- 鷺の湯温泉[5]

#### 岡山県
- 湯原温泉郷[5]
- 奥津温泉[5]
  - 国民保健温泉地
- 湯郷温泉[5][7][8] - 2017年指定[2]

#### 広島県
- 湯来・湯の山温泉[5]
  - 国民保健温泉地
- 矢野温泉

#### 山口県
- 俵山温泉[5]
  - 国民保健温泉地
- 三丘温泉[5]
  - 国民保健温泉地

### 四国地域

#### 香川県
- 塩江温泉郷[5]

#### 愛媛県
- 湯ノ浦温泉[5]

### 九州地域

#### 福岡県
- 筑後川温泉[5]
- 吉井温泉[5]

#### 長崎県
- 雲仙・小浜温泉[5]
- 壱岐湯本温泉[5]
  - 国民保健温泉地

#### 熊本県
- 天草下田温泉[5]
- 南小国温泉郷（黒川、田の原、満願寺）[5]
- 湯の鶴温泉
  - 国民保健温泉地

#### 大分県
- 湯布院温泉郷（由布院、湯平、塚原、庄内、挾間）[5][1]　※2019年9月、「湯布院温泉」から拡充指定（再指定）
  - 国民保健温泉地、ふれあい・やすらぎ温泉地
- 鉄輪・明礬・柴石温泉[5] - 別府温泉
- 竹田温泉群（長湯温泉、久住温泉郷、竹田・荻温泉）

#### 鹿児島県
- 霧島温泉[5]（霧島神宮温泉も含む）
- 隼人・新川渓谷温泉郷（塩浸、日の出、安楽、新川、妙見、日当山）[5]